# Olimpíada Matemática Argentina
La Olimpíada Matemática Argentina (OMA) es una competencia de desenvolvimiento matemático, destinada a fomentar el desarrollo de la capacidad de razonar y resolver problemas en el alumnado de nivel primario y secundario de Argentina, despertando el interés por el estudio de la matemática. Es organizada por la Fundación Olimpíada Matemática Argentina.

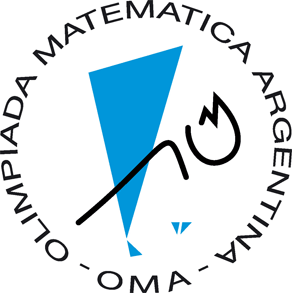
Logo de la Olimpíada Matemática Argentina

Para esto organiza distintas competencias a lo largo del año. Las principales competencias son:
- Olimpíada Matemática Argentina (OMA) orientada al alumnado de enseñanza media
- Olimpíada Matemática Ñandú (OMÑ) orientada al alumnado de 5º, 6º y 7º año de EGB

## Niveles
La Olimpíada Matemática Argentina tiene 3 niveles:
- Primer nivel para alumnos con 8 y 9 años de escolaridad (1º y 2º año de secundaria o 8º y 9º de EGB)
- Segundo nivel para alumnos con 10 y 11 años de escolaridad (3º y 4º año de secundaria o 1º y 2º de Polimodal)
- Tercer nivel para alumnos con 12 y 13 años de escolaridad (5º y 6º año de secundaria o 3º y 4º de Polimodal)

La Olimpíada Matemática Ñandú consta de 3 niveles:
- Primer nivel para alumnos con 5 años de escolaridad (5º año de EGB)
- Segundo nivel para alumnos con 6 años de escolaridad (6º año de EGB)
- Tercer nivel para alumnos con 7 años de escolaridad (7º año de EGB)

## Etapas
La participación es individual. Estas competencias constan de 5 rondas (etapas).
La primera ronda es el certamen colegial. Cada colegio realiza su propia prueba, que consta de diez preguntas de con múltiple opción de respuestas posibles (ocho preguntas en el caso de 2023). Para aprobar este certamen, los participantes deben responder correctamente al menos cinco de las preguntas planteadas.
Estos alumnos pasan a las rondas: intercolegial, zonal y regional. Estas pruebas se toman en colegios de la región del participante, pero es la misma prueba la que se realiza en todo el país. En cada una de estas rondas, se evalúa a los alumnos con tres problemas. Ellos deben resolver bien al menos dos para pasar a la ronda siguiente.
Los alumnos que pasan las tres rondas acceden a la instancia nacional, donde alumnos de todo el país se juntan en una ciudad anfitriona y comparten una semana de aprendizaje matemático.
En la ronda nacional se toman dos pruebas con tres problemas cada una, y en base al desempeño de los alumnos se proclaman los campeones, tres por cada nivel. En esta semana se organizan también juegos y actividades matemáticas.
Los alumnos que llegan a instancia nacional pueden clasificar para participar al año siguiente de distintas pruebas de selección para participar en olimpíadas internacionales.
Existe también una etapa intermedia, el certamen provincial que se realiza en algunas provincias del país antes del certamen regional. Toma una forma similar al certamen nacional: posee una duración de tres días y consta de un examen de tres problemas y un examen oral, por el cual se proclaman los campeones y subcampeones de la provincia y se otorgan menciones. Para acceder a esta etapa los alumnos deben haber realizado correctamente por lo menos cinco problemas de los seis tomados en total entre los certámenes intercolegial y zonal, siendo esta etapa totalmente independiente del acceso al certamen regional (conocida como no eliminatoria).

## Otras competencias
Otras competencias que organiza la Fundación son:
- Computación y Matemática (CyM)

Es una competencia de resolución de problemas matemáticos con ayuda de la computadora. Es muy similar a la Olimpíada Matemática tradicional, pero además de los razonamientos y cálculos realizados a mano en papel, los participantes pueden hacer programas en la computadora utilizando alguno de los lenguajes de programación provistos. Pueden hacerlo para completar la solución, calcular fórmulas complicadas, investigar posibilidades, etc. A diferencia de las competencias de informática, se hace énfasis en los razonamientos matemáticos y en la correctitud del desarrollo, más que en algoritmos sofisticados o en la eficiencia de los programas. Los programas son considerados parte de la justificación, por eso se entrega su código fuente, y por eso es opcional programar. Los participantes deben correr ellos mismos los programas para obtener una resolución completa de cada problema.
- Fotografía y Matemática
- Literatura y Matemática
- Clubes Cabri

Es una competencia de resolución de problemas de geometría con la ayuda de un programa de computadora, que puede ser Cabri o Geogebra. La participación es en equipos de hasta 3 personas.
- MateClubes

Es una competencia de resolución de problemas en equipos de hasta 3 alumnos de un mismo nivel (que pueden o no ser compañeros de colegio), desde el 4.º grado hasta el 10.º año de escolaridad. Para resolverla pueden hablar entre ellos y utilizar calculadora.